# Колбі Калей
Колбі Марія Калей (англ. Colbie Marie Caillat; нар. 28 травня 1985, Малібу, Каліфорнія, США) — американська фольк-поп-співачка та автор пісень. Набула популярності через свій обліковий запис в соціальній мережі Myspace. На той час була найпопулярнішою незалежною співачкою свого музичного жанру. Після підписання контракту із лейблом Universal Republic Records, випустила свій дебютний студійний альбом, «Coco», у липні 2007. Сингли «Bubbly» та «Realize» стали музичними хітами. У серпні 2009 випустила свій другий студійний альбом «Breakthrough», який посів перше місце чарту Billboard 200.
По всьому світу продала понад 6 мільйонів копій своїх альбомів та понад 10 мільйонів копій своїх синглів.

## Біографія

### Раннє життя
Колбі Марія Калей народилася 28 травня 1985 в місті Малібу штату Каліфорнія, США. Виросла у Ньюбарі-Парк штату Каліфорнія. Її батько, Кен Калей, був співпродюсером альбомів гурту Fleetwood Mac «Rumours» (1977) та «Tusk» (1979). Батьки дали дівчинці прізвисько "Коко", коли вона була ще немовлям. В дитинстві Калей брала уроки піаніно, але не відчувала достатнього натхнення до 11-річного віку, коли потрапила на виконання Лорін Хілл у музичній комедії «Sister Act 2: Back in the Habit». Після цього Калей зрозуміла, що хоче стати співачкою і почала брати уроки вокалу.

## Особисте життя
Із 2009 Калей знаходиться у стосунках із співаком Джастіном Йонгом. Пара заручилася у травні 2015.

## Дискографія
Студійні альбоми
- Coco (2007)
- Breakthrough (2009)
- All of You (2011)
- Christmas in the Sand (2012)
- Gypsy Heart (2014)
- The Malibu Sessions (2016)

## Турне
- Coco Summer Tour (2007)
- Coco World Tour (2008)
- Breakthrough World Tour (2009–10)
- All of You Summer Tour (2011–12)
- Gypsy Heart Tour (2014)
- The Malibu Sessions Tour (2016–17)

## Нагороди та номінації
| Рік  | Нагорода               | Категорія                          | Реципієнт                                       | Результат |
| ---- | ---------------------- | ---------------------------------- | ----------------------------------------------- | --------- |
| 2008 | Teen Choice Awards     | Choice Breakthrough Artist         | General                                         | Номінація |
| 2008 | Teen Choice Awards     | Choice Music - Love Song           | "Bubbly"                                        | Номінація |
| 2008 | American Music Awards  | T-Mobile Breakthrough Artist       | General                                         | Номінація |
| 2008 | Billboard Music Awards | Rising Star                        | General                                         | Перемога  |
| 2009 | BMI Pop Awards         | Songwriter of the Year             | Colbie Caillat                                  | Перемога  |
| 2009 | BMI Pop Awards         | Song of The Year                   | "Bubbly"                                        | Перемога  |
| 2009 | Teen Choice Awards     | Choice Music: Hook Up              | "Lucky"                                         | Номінація |
| 2010 | Grammy Awards          | Альбом року                        | "Fearless" (as featured artist of Taylor Swift) | Перемога  |
| 2010 | Grammy Awards          | Best Pop Collaboration with Vocals | "Lucky" (with Jason Mraz)                       | Перемога  |
| 2010 | Grammy Awards          | Best Pop Collaboration with Vocals | "Breathe" (with Taylor Swift)                   | Номінація |
| 2010 | Grammy Awards          | Best Pop Vocal Album               | "Breakthrough"                                  | Номінація |
| 2010 | People's Choice Awards | Favorite Music Collaboration       | "Lucky" (with Jason Mraz)                       | Номінація |
| 2014 | Grammy Awards          | Best Song Written for Visual Media | "We Both Know"                                  | Номінація |
| 2015 | MTV Video Music Awards | Best Video with a Message          | "Try"                                           | Номінація |